# Brzezina (Miękinia)
Brzezina (deutsch Groß Bresa) ist ein Ort in der Stadt- und Landgemeinde Miękinia im Powiat Średzki der Woiwodschaft Niederschlesien in Polen.

## Sehenswürdigkeiten
- Die Römisch-katholische Pfarrkirche Maria-Rosenkranz-Kirche (Kościół Matki Bożej Różańcowej) wurde erstmals 1335 erwähnt. Damals stand sie unter dem Patrozinium Flucht nach Ägypten. Während der Reformation diente sie bis 1654 als evangelisches Gotteshaus. Der gotischen Chor wurde Ende des 15. Jahrhunderts errichtet. Das Fachwerk-Langhaus mit Balkendecke und dreiseitigen Emporen wurde Anfang des 17. Jahrhunderts angebaut, der Westturm im Jahr 1707. Der Turm ist das niedrigste Bauelement, der Chor das höchste. Der barocke Hauptaltar mit dem Gemälde Marienkrönung wurde in der ersten Hälfte des 17. Jahrhunderts geschaffen, ebenso das Taufbecken. Die Kanzel – ohne Schalldeckel – ist von 1620. Auf der dreisitzigen Patronatsbank mit Baldachin sind auf einer Inschrift die Namen des Patronatsherrn, des Pastors und des Malers verzeichnet. Das gotische Triptychon fertigte eine Breslauer Werkstatt um 1480. Die ganzfigurigen Grabplatten im Chor stammen aus dem 16. und 17. Jahrhundert. Dargestellt werden u. a. Mitglieder der Familien von Haunold und von Czettritz.[1]
- Das Schloss aus der zweiten Hälfte des 18. Jahrhunderts wurde 1910 umgebaut.
- Neben der Kirche steht die Ruine eines während des Dreißigjährigen Krieges zerstörten Schlosses.[1]

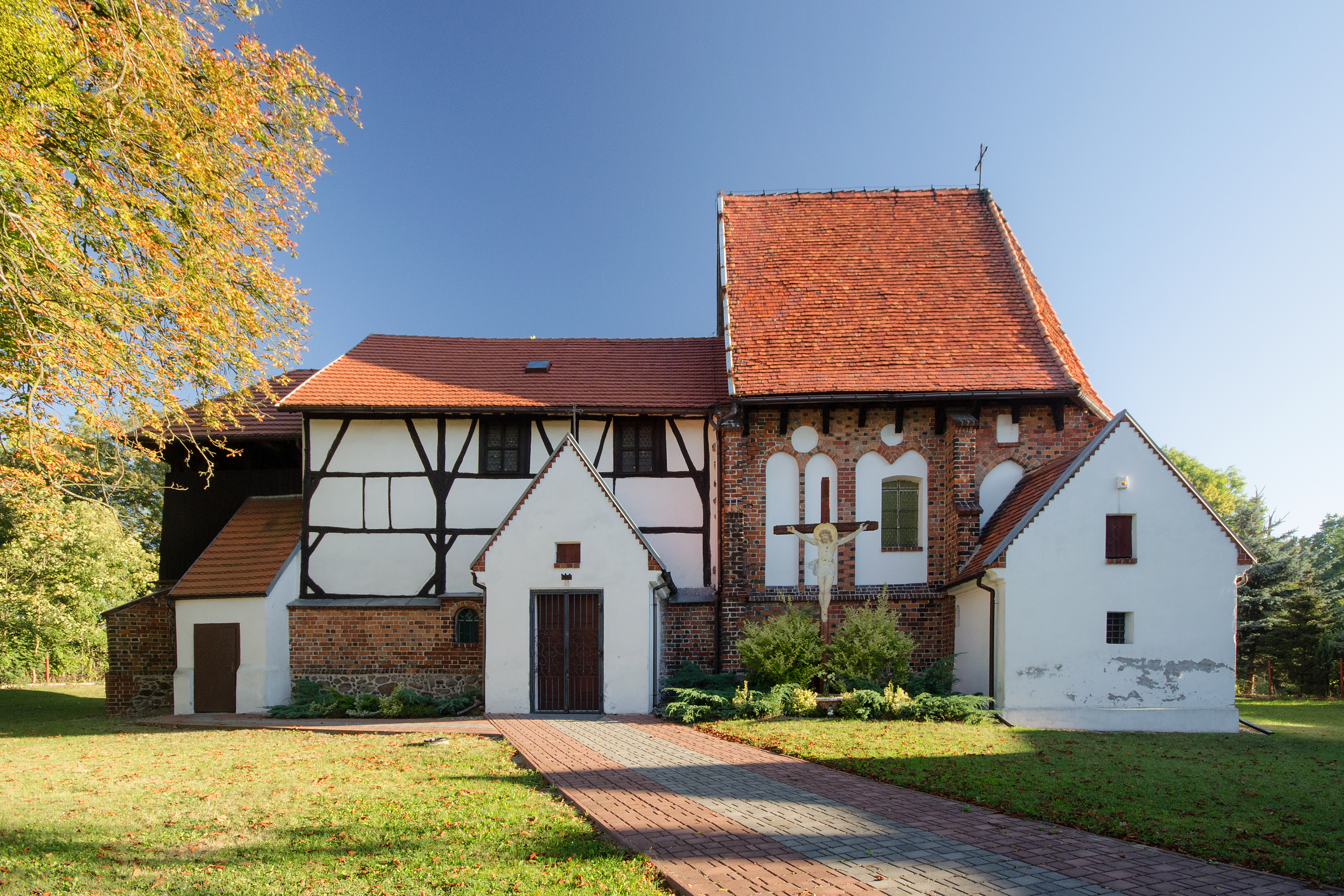
Maria-Rosenkranz-Kirche
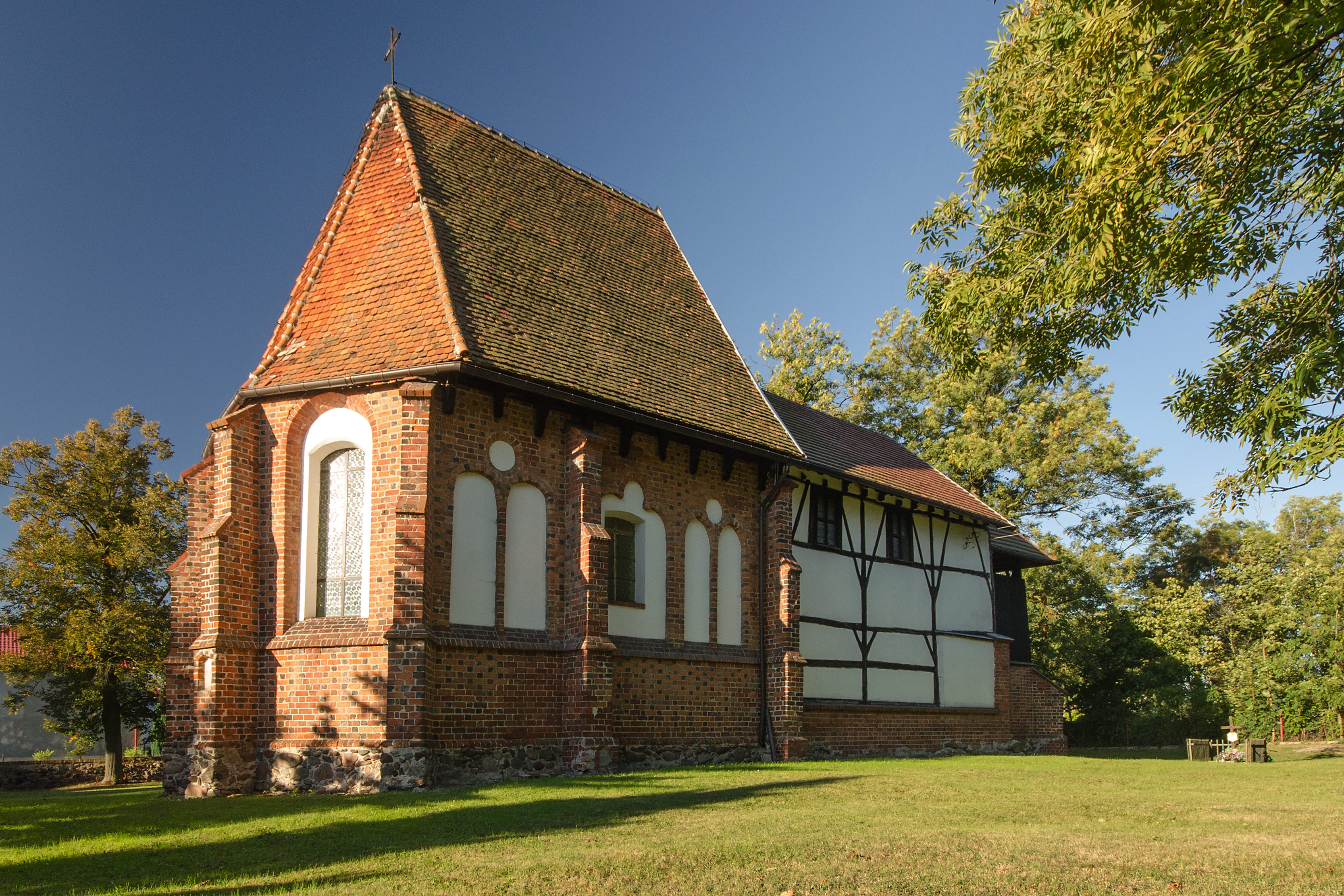
Maria-Rosenkranz-Kirche
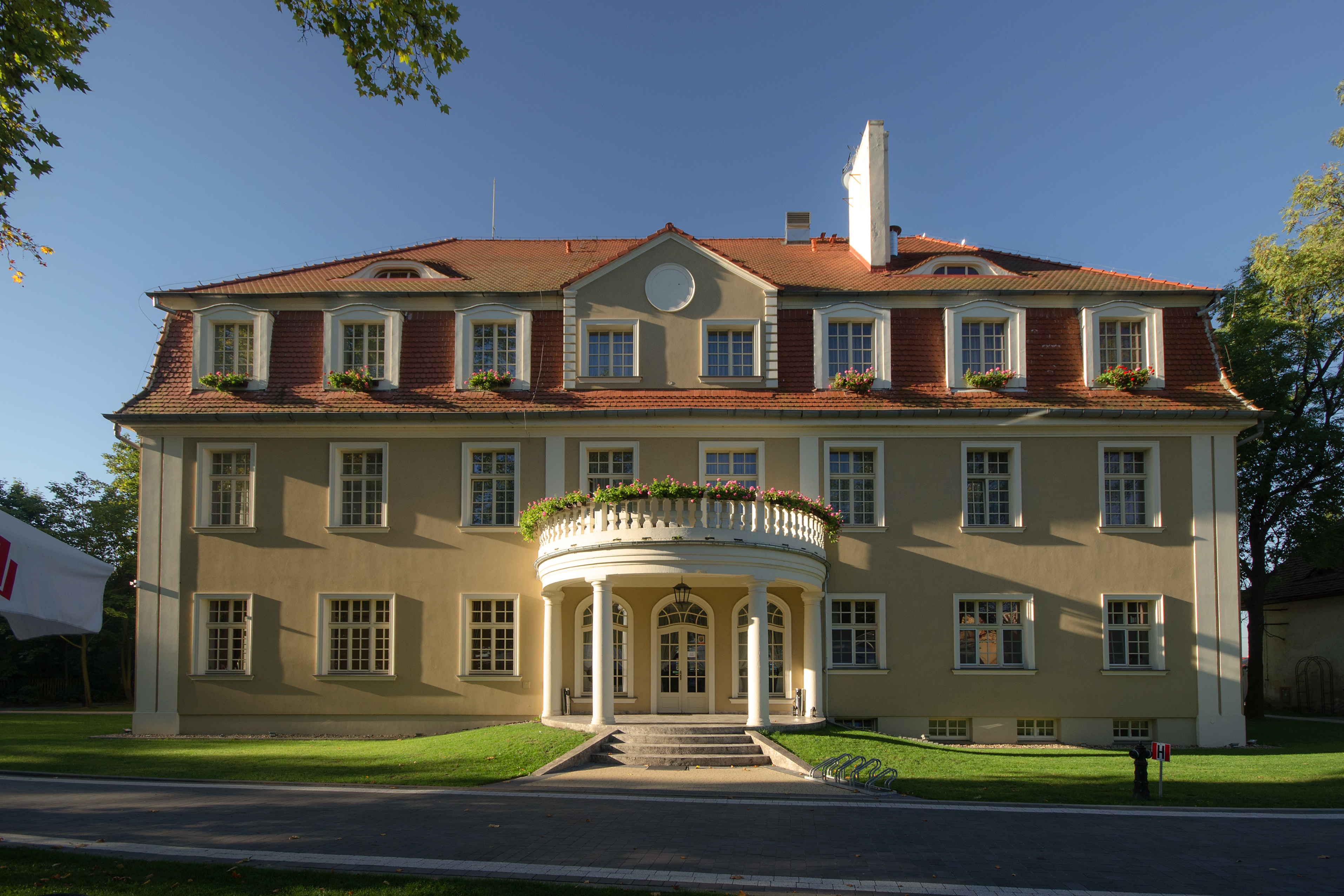
Schloss Brzezina